# God Gave Rock 'N' Roll to You II
"God Gave Rock 'N' Roll to You II" är en låt av det amerikanska rockbandet Kiss från deras album Revenge från 1992. Låten är skriven av Paul Stanley, Gene Simmons, Bob Ezrin och Russ Ballard. Låten släpptes som singel 1991. 

## Listplaceringar
Låten blev en stor framgång och blev en topp 10-hit både i England och Tyskland. I USA hamnade låten på plats 21 på Billboard Hot 100.

## Bakgrund
"God Gave Rock 'N' Roll To You II" var en omarbetning på Argents "God Gave Rock 'N' Roll To You" från 1973. Russ Ballard, Gene Simmons, Paul Stanley och Bob Ezrin står med som låtskrivare. Paul Stanley har berättat om Kiss omarbetning på låten "Ingen av oss kunde minnas något från Argents version förutom refrängen. Om du lyssnar på Argents version av låten så fattar du inte vad fan de sjunger om. De sjunger om träd, blommor och ormar. Vi sade till skivbolaget att vi skulle spela in den men vi var tvungna att skriva om den. Jag är mycket stolt över låten." Kiss text handlar om att rock 'n' roll är för alla och det är en gåva vi alla ska ta vara på och att rock 'n' roll inte dömer eller nedvärderar en. 

## Inspelning
Eric Carr gjorde sin sista insats i Kiss på "God Gave Rock 'N' Roll To You II" då han sjöng bakgrundsvokaler. Han kom in från sjukhuset för att göra det. Han var för sjuk för att kunna spela trummor men han kunde spela in sång. Under det lugna paritet i låten kan man höra Eric sjunga "...to everyone, he gave his song to be sung". Carr spelade även trummor på videon till låten. Trots att han var mycket sjuk så tvingade han sig själv att spela om sina partier ett 40-tal gånger bara för att det skulle bli perfekt. En notering är att i den första låten Carr spelade in med Kiss delade Gene Simmons och Paul Stanley sången och på "God Gave Rock N' Roll To You II" som blev den sista låten Carr spelade in med Kiss delade de också sång. Gene Simmons berättar i ett kommentatorspår på Kissology vol.2 att det var ironiskt att den sista låten Carr spelade in med Kiss hette just "God Gave Rock N' Roll To You". 
"God Gave Rock 'N' Roll To You II" var även den första låten som Gene Simmons och Paul Stanley delade på sången i sedan "I" från albumet Music from "The Elder" från 1981. 

## Musikvideo
Musikvideon till låten filmades i Los Angeles, Kalifornien i juli 1991. Videon var regisserad av Mark Rezyka. I videon spelar Kiss i ett rum tillsammans med tillbakablickar från den sminkade perioden. Det är intressant att man inte har några sminkade bilder på Eric Carr trots att han var med under den sminkade eran i tre och ett halvt år. 

## Framföranden
"God Gave Rock 'N' Roll To You II" spelades live mellan 1991 och 1995, ofta mot slutet av framträdandet. Låten kom först tillbaka 2004 och spelades live till 2007. År 2010 spelades låten live igen under turnén Sonic Boom Over Europe: From the Beginning to the Boom.